# Slezská diakonie
Slezská diakonie je charitativní organizace, která poskytuje služby v sociálně-zdravotní oblasti. Je součástí Slezské církve evangelické augsburského vyznání. Většina středisek SD se nachází v Moravskoslezském kraji.
Byla založena roku 1990 jako občanské sdružení, následně změnila svou právní formu na církevní právnickou osobu.
V současnosti provozuje více než 75 středisek, kde zaměstnává více než 550 pracovníků.
Slezská diakonie je členem Eurodiaconia, evropské sítě církví a křesťanských nevládních organizací poskytujících sociální a zdravotní služby .

## Ředitelé
- Ing. Česlav Santarius (1990–2010)
- Mgr. Zuzana Filipková, Ph.D. (od r. 2010)